# Lennart Nyström
Lennart Karl Axel Viktor Nyström, född 20 maj 1908 i Svea ingenjörkårs församling i Stockholms stad, död 30 november 1997 i Hedvig Eleonora församling i Stockholms län, var en svensk militär.

## Biografi
Nyström avlade studentexamen 1926, avlade reservofficersexamen 1928 och civilingenjörsexamen vid Kungliga Tekniska högskolan i Stockholm 1931. Han var assistent vid Tekniska högskolan 1931–1935 och 1936–1937, anställd vid ellaboratoriet i Fälttelegrafkåren 1933–1936, programledare vid AB Radiotjänst 1934–1939 och avdelningschef vid Svenska AB Philips 1936–1940. Han utnämndes till kapten på stat vid Signalregementet 1940 och tjänstgjorde där till 1948. Han var lärare i elektroteknik vid Artilleri- och ingenjörhögskolan 1943–1951. År 1949 befordrades han till major, varefter han var chef för Signalmaterielbyrån i Tygavdelningen i Arméförvaltningen 1949–1954. Han befordrades till överstelöjtnant 1954 och var 1954–1968 chef för Elektroavdelningen i Armétygförvaltningen (1964 namnändrad till Arméförvaltningen), befordrad till överste 1957.
Lennart Nyström var son till överstelöjtnant Carl Axel Nyström och Sigrid Lindsström. Han gifte sig 1931 med Marianne Rolfe (1909–2004) och de fick döttrarna Louise (född 1942) och Therese (1944). Lennart Nyström är begravd på Norra begravningsplatsen i Solna kommun.

### Utmärkelser
- Riddare av första klass av Svärdsorden, 1950.[7]
- Kommendör av Svärdsorden, 1961.[8]
- Kommendör av första klass av Svärdsorden, 1964.[9]